# Amar pelos dois
"Amar pelos dois" (dịch nghĩa: Yêu cho cả hai ta) là một bài hát do ca sĩ người Bồ Đào Nha Salvador Sobral trình diễn với tác giả là chị gái của anh, Luísa Sobral. Bài hát đã đoạt giải nhất tại Festival da Canção 2017 và Eurovision Song Contest 2017, mang lại cho Bồ Đào Nha giải Eurovision đầu tiên kể từ khi ra mắt vào năm 1964. Bài hát được phát hành dưới dạng số vào ngày 10 tháng 3 năm 2017 thông qua Sons em Trânsito.